# Vérgi
Vérgi (Vergi) är en ort i Grekland.   Den ligger i prefekturen Nomós Serrón och regionen Mellersta Makedonien, i den nordöstra delen av landet, 300 km norr om huvudstaden Aten. Vérgi ligger 43 meter över havet och antalet invånare är 699.
Terrängen runt Vérgi är kuperad åt sydväst, men åt nordost är den platt. Runt Vérgi är det ganska glesbefolkat, med 42 invånare per kvadratkilometer. Närmaste större samhälle är Serrai, 19,2 km nordost om Vérgi. Trakten runt Vérgi består till största delen av jordbruksmark.